# 찰스 콜링우드

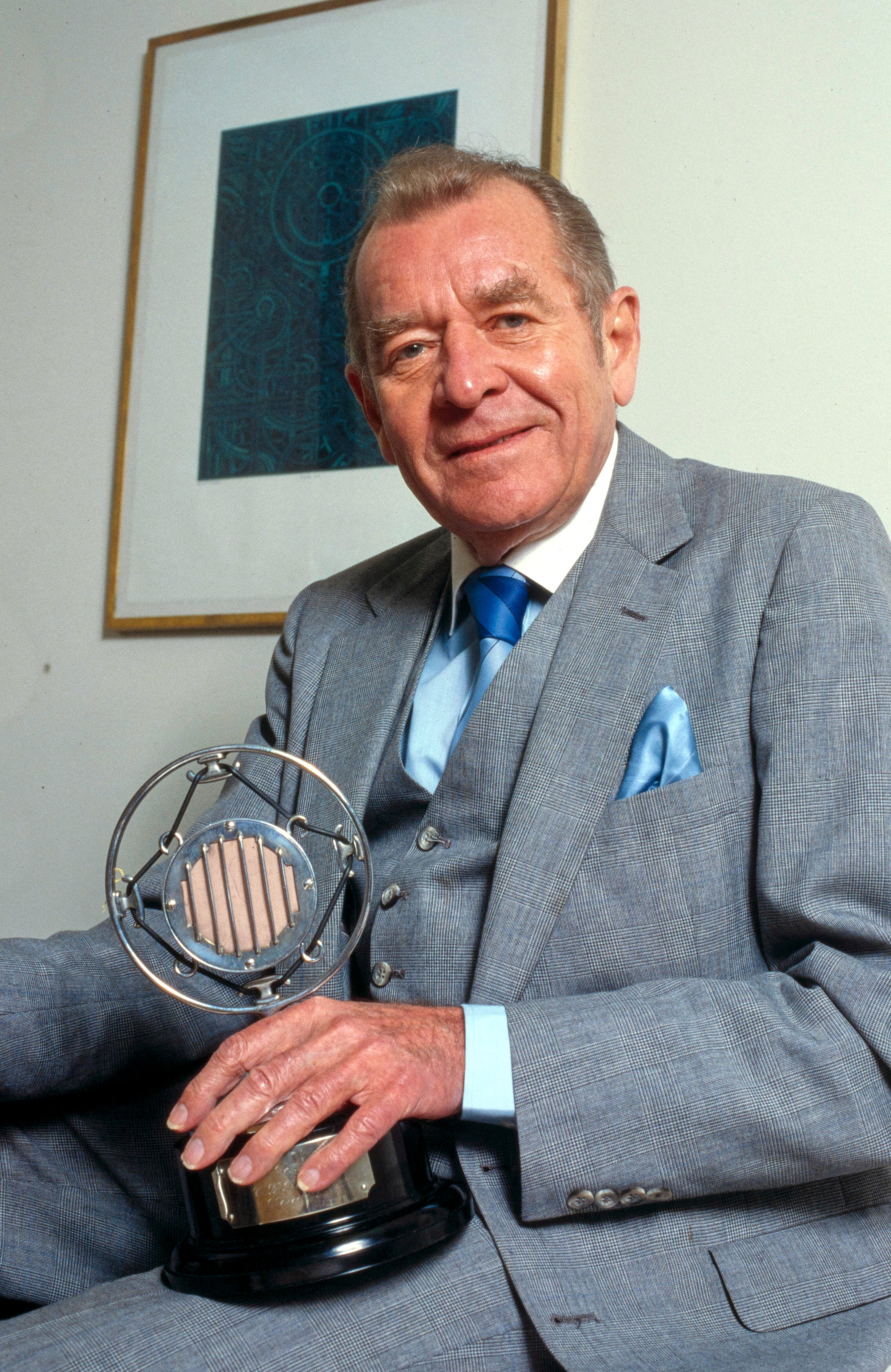

찰스 콜링우드(영어: Charles Collingwood, 1943년 5월 30일 ~ )은 영국의 배우이다.
캐나다 뉴브런즈윅 주 세인트존에서 1943년 5월 30일에 태어났으며 학력 사항 쉐르본 스쿨에서 교육을 받았다. 배우 활동 하기 위해 왕립연극학교에  입문을 하였다. 1975년에 영화계를 나왔다.

## 출연 작품

### 영화
- 비고, 삶의 열정 (1998년)
- 다크 크리스탈 (1982년)
- 밤이 늦기전에 (1979년)